# کشیگان
کشیگان، یک آبادی از توابع بخش پیپ شهرستان لاشار در استان سیستان و بلوچستان ایران است. که در نزدیکی روستای کوپچ و در سمت جنوب غربی کوپچ واقع شده‌است.

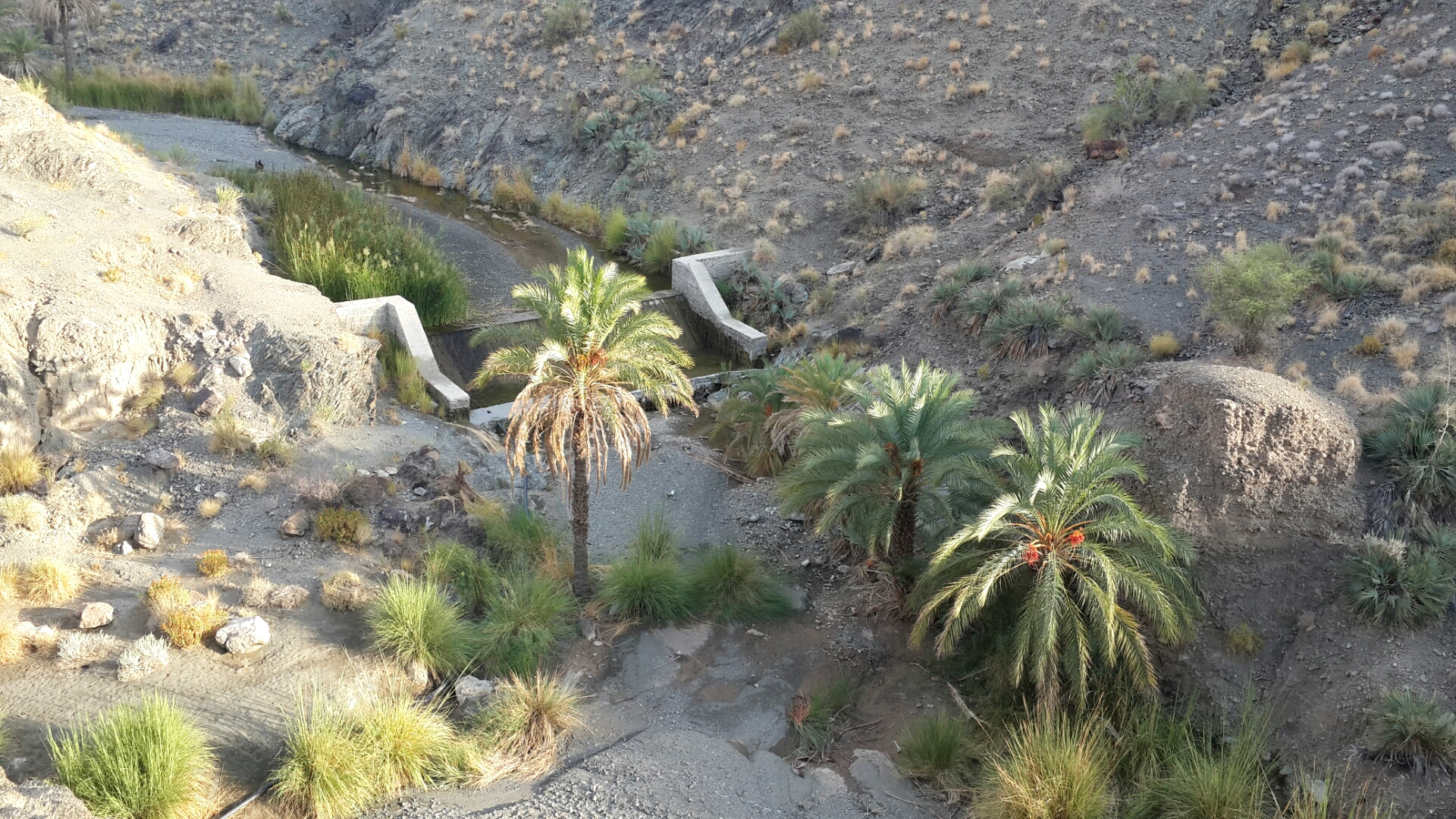

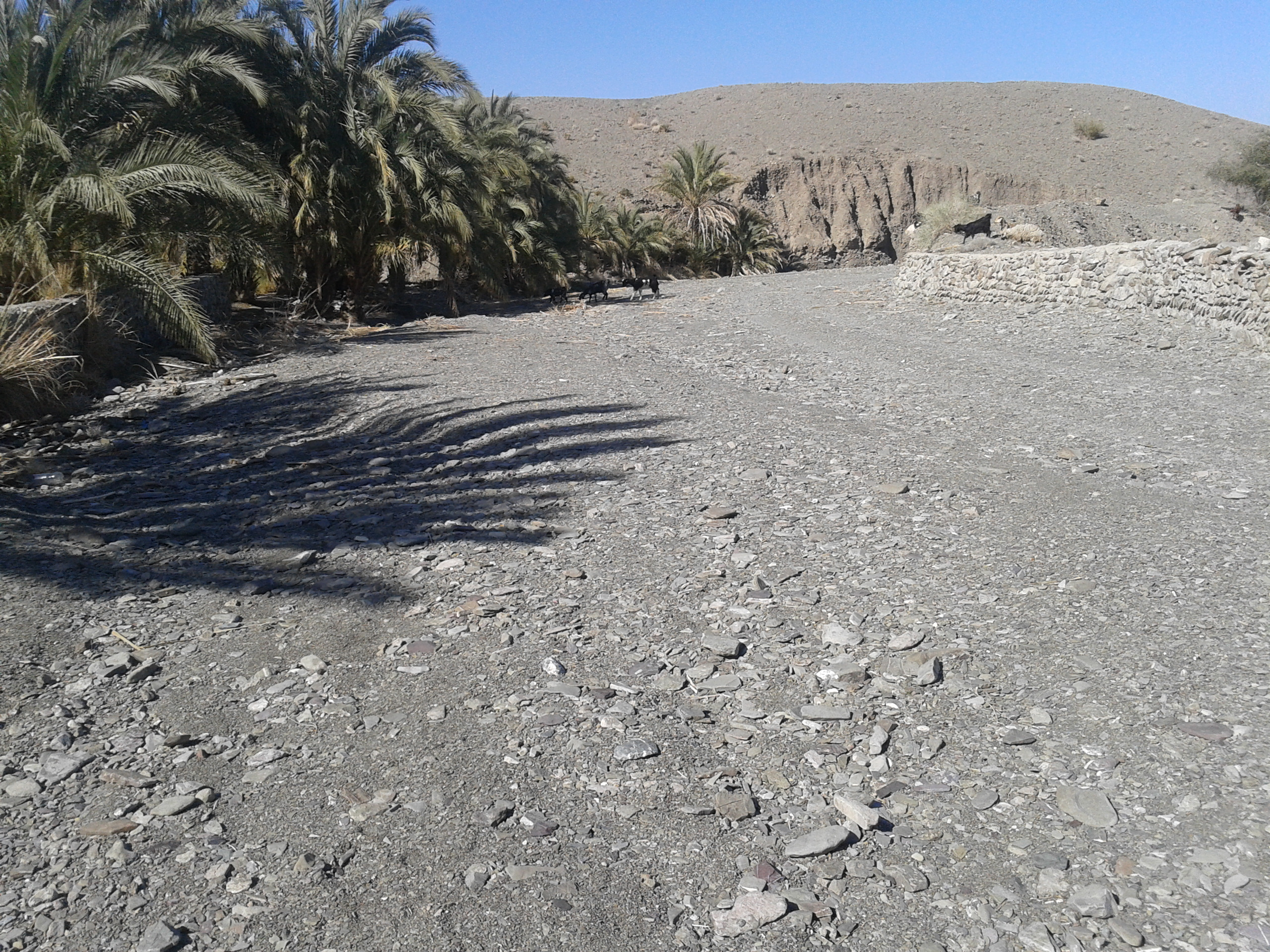